# Ren stemning
Musikinstrumenter, der er stemt i ren stemning er tilpasset en bestemt toneart. Med dette system har de fleste intervaller i tonearten de rette størrelser, men hvis man spiller på instrumentet i en anden toneart, klinger det falskt. Hvis et instrument er stemt til A-dur, og der spilles i D-dur er problemet ikke så stort, men hvis der spilles i C-dur lyder det forkert. Forklaringen er, at der er mange fælles toner i A- og D-dur mens der er stor forskel på A- og C-dur.
Ideen i den rene stemning er, at alle de vigtigste treklange skal være rene. Hvis der skal stemmes i C-dur er fremgangsmåden denne:
1. Tonerne C, E og G stemmes så denne treklang er ren. Specielt er kvinten fra C til G ren.
2. Ud fra G stemmes en ren G-dur med tonerne G, H og D.
3. Tonen F stemmes ud fra C.
4. F-dur med tonerne F, A og C tilpasses.
5. De resterende toner stemmes, så de ligger en stor terts fra andre stemte toner.

Så længe man spiller toner fra toneartens grundskala er resultatet rene klange, men hvis man bevæger sig over i en anden toneart passer systemet ikke mere.